# Maciej Wróblewski
Maciej Wróblewski (ur. 1968 w Ełku) – polski literaturoznawca, pracownik Wydziału Humanistycznego Uniwersytetu Mikołaja Kopernika w Toruniu, specjalizujący się w antropologii literatury i dzieciństwa. Jest też autorem utworów dla dzieci.
Wróblewski ukończył studia na UMK, gdzie od tego czasu był zatrudniony na Wydziałach Filologicznym i Humanistycznym. Doktorat uzyskał w 2002 r.; habilitację w 2009; a tytuł profesora zwyczajnego w 2021 r.
W latach 2004-2007 był prezesem toruńskiego oddziału Towarzystwa Literackiego im. Adama Mickiewicza.

## Wybrane prace

### Prace naukowe
- »Czytanie przyszłości«". Polska fantastyka naukowa dla młodego odbiorcy (2008) ISBN 9788323122388
- »...a małe dzieci do ognia wrzucali«. Antologia wypracowań szkolnych (1945-1946) na temat II wojny światowej (2021) ISBN 978-83-231-4512-7

### Fikcja
- opowieści dla dzieci: "Kuba i Jaśnik" (2001), "Pojedynek o świetlną koronę" (2004), "Tajemnica Li Cwuci" (2005)
- powieść Historie Jakuba Blottona. Z widokiem na Toruń (2010) ISBN 9788360881576